# Il mondo visto dallo spazio
Il mondo visto dallo spazio è una canzone dei Delta V, uscita come secondo singolo tratto dall'album Spazio. 
Nasce su un campione tratto dal film Heat - La sfida con Robert De Niro e Al Pacino. 
Il videoclip, diretto da Ago Panini, è ambientato in un supermercato che, grazie al bianco e nero e a particolari scelte di fotografia, assomiglia a un'astronave, li fa conoscere al grande pubblico grazie al passaggio nelle tv musicali. La foto di copertina dell'album è tratta da questo video.

## Tracce
1. Il mondo visto dallo spazio
2. Astro Juliet *
3. Il mondo visto dallo spazio (Dj Trigger remix) *

* = Tracce disponibili soltanto in questo cd singolo.